# 韩庄净居寺
韩庄净居寺位于中国山西省运城市绛县卫庄镇韩庄村。

## 保护
2021年8月4日，韩庄净居寺公布为第六批山西省文物保护单位，古建筑类，年代为元，编号6-269。	